# Austrorossia mastigophora
Austrorossia mastigophora is een inktvis die voorkomt van Guinee en Somalië tot Kaap de Goede Hoop. Een twijfelachtige waarneming spreekt ook Chili. Ze leven op diepten van ongeveer 640 m.
Vrouwtjes zijn iets groter dan mannetjes. Ze worden 46 mm groot waarvan 31 mm mantellengte.
Het soort-type is verzameld aan de Afrikaanse kust (0° 27′ ZB, 42° 47′ OL ). Het is nu in het bezit van het Zoologisches Museum in Berlijn.